# Consistórios de Leão X

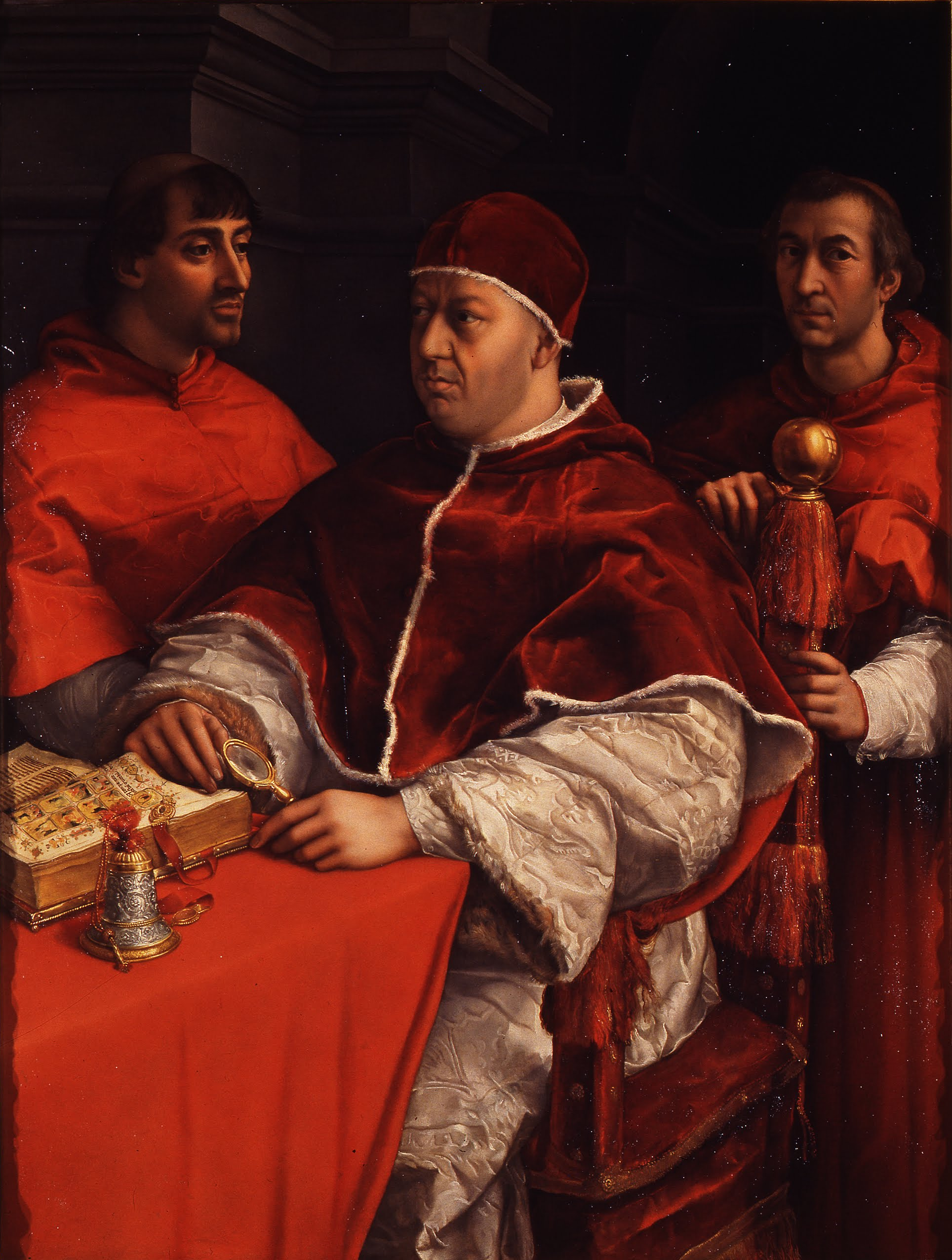
Retrato de Leão X com os Cardeais Giulio de 'Medici e Luigi de' Rossi

Papa Leão X (r. 1513-1521) criou 42 novos cardeais em oito consistórios.

## 23 de setembro de 1513
Todos os novos cardeais receberam seus títulos em 29 de setembro de 1513.
1. Lorenzo Pucci † 16 de setembro de 1531
2. Giulio de 'Medici  † 25 de setembro de 1534
3. Bernardo Dovizi † 1 de novembro de 1520
4. Inocêncio Cybo  † 1 de abril de 1550

## 10 de setembro de 1515
1. Thomas Wolsey † 29 de novembro de 1530

## 14 de dezembro de 1515
1. Adrian Gouffier de Boissy 24 de julho de 1523

## 1 de abril de 1517
Todos os novos cardeais receberam seus títulos em 25 de maio de 1517
1. Antoine Bohier Du Prat, OSB † 27 de novembro de 1519
2. Guillaume de Croÿ † 6 de janeiro de 1521

## 1 de julho de 1517
1. Francesco Conti † 29 de junho de 1521
2. Giovanni Piccolomini † 21 de novembro de 1537
3. Giovanni Domenico de Cupis † 10 de dezembro de 1553
4. Niccolò Pandolfini † 17 de setembro de 1518
5. Raffaello Petrucci † 11 de dezembro de 1522
6. Andrea della Valle † 4 de agosto de 1534
7. Bonifacio Ferrero † 2 de janeiro de 1543
8. Giovanni Battista Pallavicino † 13 de agosto de 1524
9. Scaramuccia Trivulzio † 3 de agosto de 1527
10. Pompeo Colonna [1] † 28 de junho de 1532
11. Domenico Giacobazzi † 1528
12. Louis de Bourbon de Vendôme  † 13 de março de 1557
13. Lorenzo Campeggio † 19 de julho de 1539
14. Ferdinando Ponzetta † 9 de setembro de 1527
15. Luigi de' Rossi † 20 de agosto de 1520
16. Silvio Passerini † 20 de abril de 1529
17. Francesco Armellini de' Medici † 8 de janeiro de 1528
18. Adriaan van Utrecht † 14 de setembro de 1523
19. Tomás Caetano, OP † 10 de agosto de 1534
20. Egídio de Viterbo, OSA † 12 de novembro de 1532
21. Cristoforo Numai, OFMObs. 23 de março de 1528
22. Gualterio Raimundo de Vich  † 27 de julho de 1525
23. Franciotto Orsini † 10 de janeiro de 1534
24. Paolo Emilio Cesi † 5 de agosto de 1537
25. Alessandro Cesarini † 13 de fevereiro de 1542
26. Giovanni Salviati  † 28 de outubro de 1553
27. Niccolò Ridolfi † 31 de janeiro de 1550
28. Ercole Rangoni † w sierpniu 1527
29. Agostino Trivulzio  † 30 Março de 1548
30. Francesco Pisani † 28 de junho de 1570
31. Afonso de Portugal [2]  † 21 de abril de 1540

## 24 de março de 1518
1. Albrecht von Brandenburg † 24 de setembro de 1545

## 28 de maio de 1518
1. João de Lorena † 10 de maio de 1550

## 9 de agosto de 1520
1. Eberhard von der Mark † 27 de fevereiro de 1538